# Кристијан Бергер
Кристијан Бергер звани Крис(хол. Christiaan David "Chris" Berger; Амстердам, 27. април 1911 — Амстердам, 12. септембар 1965), је холандски спринтер, двоструки европски првак 1934.
У почетку је био фудбалер, али се фокусирао на атлетику након победе на холандском првенству за играче у трци на 100 м. Брзо је постао водећи холандски спортиста и надао се добрим резултатима на Олимпијским играма у Лос Анђелесу 1932. године, али дуго путовање (10 дана на броду и 7 у возу) имало је лош утицај на његову форму и у тркама на 100 м и 200 м у којима је испао у четвртфиналу.,
Најбоља Бергерова сезона била је 1934. На 1. Европском првенству на отвореном у Тотин освојио је златне медаље на 100 и 200 м. Бергер је такође освојио бронзану медаљу на трци штафета 4 к 100 м (у саставу Мартинус Осендарп, Ћерд Бурсма, Боб Јансен, Бергер). Касније 1934. Бергер је изједначио светски рекорд на 100 метара резултатом од 10,3 секнде. То је такође био и европски рекорд, оборен 1954, и холандски који је тек 1965 изједначио Роб Хемскерк.
На Олимпијским играма у Берлину 1936., Бергер више није био у доброј форми и испао је у четвртфиналу трка на 100 м (11,2), а у финалу штафњте 4 к 100 м холандска екипа изгубила је палицу. Бергер је био првак Холандије на 100 и на 200 м 1930, 1931, 1933 и 1934. Каријеру је завршио 1943. Касније је био технички директор Олимпијског стадиона у Амстердаму.